# L'Héritage de Rantanplan
L'Héritage de Rantanplan est la soixantième histoire de la série Lucky Luke par Morris et René Goscinny. Elle est publiée pour la première fois en 1973, du no 717 au no 736 du journal Pilote, puis, la même année, en album, aux éditions Dargaud.

## Univers

### Synopsis
Ancien prisonnier du pénitencier où se trouve Rantanplan, feu Oggie Svenson (décédé à la suite d'une bagarre) lègue toute sa fortune à ce dernier, qui quitte la prison pour aller vivre dans son hôtel particulier à Virginia City, sous la protection de Lucky Luke. Mais le testament précise que si le chien venait à mourir, tout l'héritage irait à Joe Dalton. Apprenant cela, les Dalton s'évadent et se rendent dans le Nevada pour tuer Rantanplan.
Ils attaquent quatre Chinois et leur volent leurs costumes afin de pouvoir entrer en ville incognito. Averell n'ayant pas trouvé de vêtements à sa taille est chargé de surveiller les quatre prisonniers. Ceux-ci parviennent à le convaincre de les libérer et de les amener dans le quartier chinois de Virginia City afin de lui trouver un costume. Crédule, Averell les suit. En réalité, les Chinois le conduisent au siège de leur puissante société secrète, où le vénérable Lai Yong Liou, chef du quartier chinois, le condamne à mort pour avoir attaqué quatre de ses protégés. Prévenu de l'arrestation, le shérif de la ville se rend dans le quartier et apprend alors de la bouche d'Averell les projets d'assassinat de Rantanplan. Il emmène le bandit, qui entre-temps a obtenu le soutien des Chinois, ruinés par les loyers élevés que leur demande le chien.
Prévenu de l'évasion des quatre frères, Luke retrouve Averell dans le bureau du shérif et apprend que les trois autres Dalton se trouvent dans le quartier chinois où il part immédiatement à leur recherche. Cependant, la population, au lieu de prêter assistance au cow-boy solitaire, aide les Dalton à se cacher. Lai Yong Liou indique alors à Joe et ses frères la demeure de Rantanplan. 
Le chien, qui a pris Joe Dalton en affection et s'imagine avoir été vendu à Lucky Luke, quitte l'hôtel et la ville à la recherche de son « maître bien-aimé ». Lucky Luke tente de le retrouver, mais est capturé par les Dalton, qui ont libéré Averell et trouvé la chambre de Rantanplan vide. Profitant de leur stupidité, le cow-boy leur fausse compagnie et bat la campagne à la recherche du chien. L'absence de ce dernier paralyse l'économie de la ville et va jusqu'à avoir des répercussions sur la bourse de New-York et sur la sécurité de la région. Lassé d'attendre la réapparition du canidé, Joe se rend dans les bureaux des avocats de Svenson et exige qu'on lui verse l'héritage. Les frères sont alors surpris par Luke et arrêtés. Toutefois, le cow-boy doit les laisser pour arrêter une émeute des employés de l'hôtel, qui exigent d'être payés. Profitant du désordre, Joe s'échappe et tente de les empêcher de détruire « son » bien. 
Rantanplan est ensuite ramené par un vieil homme, permettant à l'économie de reprendre et arrêtant automatiquement la révolte. En revanche, les Chinois exigent le départ de l'animal, ne voulant plus être écrasés par les loyers. Luke tente de calmer Lai Yong Liou et ses hommes, mais Joe intervient et tente de tuer Rantanplan, ce qui déclenche une bagarre entre les employés du chien et les Chinois. La cavalerie arrive, suivie d'Oggie Svenson : ce dernier a survécu à ses blessures et reprend le contrôle de la ville.
Lucky Luke ramène les Dalton et Rantanplan au pénitencier et encourage Svenson à corriger les erreurs de Virginia City. Lai Yong Liou est ainsi élu maire de la ville et la paix et l'entente sont désormais assurées entre les Chinois et les autres habitants.

### Personnages
- Lucky Luke
- Jolly Jumper
- Rantanplan : chien de garde idiot et naïf. Il est, au début de l'album, enchaîné à Joe Dalton (depuis l'album Ma Dalton) et prend le bandit pour un maître affectueux. Il devient propriétaire de l'hôtel international à Virginia city et veut à tout prix s'enfuir pour retrouver son maître adoré(qui est Joe Dalton).
- Les Dalton
- Lai Yong Liou : vieux chef d'une société secrète chinoise et maître du quartier chinois de Virginia City. C'est un homme sage, qui ne supporte plus d'être trompé par les habitants de la ville et que les membres de sa communauté soient humiliés en permanence. Il désire tuer le propriétaire de l'hôtel international (qui est Rantanplan)sous prétexte que le propriétaire augmente le loyer et rend les chinois dans la misère.
- Chester, Chester, Chester & Chester : les quatre avocats d'Oggie Svenson.
- Oggie Svenson : richissime citoyen de Virginia City. Il possède l'Hôtel International, un saloon, une mine d'argent et plusieurs immeubles du quartier chinois. Il désigne Rantanplan comme son héritier car il est « le seul être désintéressé » qu'il a connu. Joe Dalton est désigné comme son autre héritier, car « les honnêtes gens [l'ont] trop déçu »[1].
- Arthur : gardien de prison de la cellule des Dalton qui a failli être tué lui et son directeur par les Dalton  qui avaient un six-coups car ces derniers voulaient s'évader.
- Jones : portier de l'Hôtel International de Virginia City, il ne veut pas laisser entrer Rantanplan car les animaux sont interdits mais ça c'était avant qu'il ne sache que Rantanplan est le nouveau propriétaire de l'hôtel international de Virginia city.
- Livstock : réceptionniste de l'Hôtel International de Virginia City
- Yang Fou Li : Chinois attaqué par les Dalton
- Tchang Tchou Chop : Chinois attaqué par les Dalton
- Sun Tse Yang : Chinois attaqué par les Dalton
- Toung Tchek Tchin : Chinois attaqué par les Dalton
- Tsiao Hat Tcheng : bourreau de la société secrète de Lai Yong Liou.
- Oreilles : une mule
- Gouttière : un chat au « caractère difficile » qu'Oggie Svenson prend en affection à la fin de l'histoire.

## Historique
Mark Twain apparaît dans deux cases, page 13.

## Publication

### Revues
L'histoire paraît dans le journal Pilote, du no 717 (2 août 1973) au no 736 (13 décembre 1973).

### Album
Éditions Dargaud, no 10, 1973.

## Adaptation
Cet album est adapté dans la série animée Lucky Luke, diffusée pour la première fois en 1991.
Un gag de ce même album est repris dans le film Tous à l'Ouest, en 2007.

## Sources
1. ↑  citations de l'album

- www.bedetheque.com, « Lucky Luke » (consulté le 11 août 2008)
- www.lucky-luke.com, « Lucky Luke » (consulté le 11 août 2008)
- www.fandeluckyluke.com, « L'Héritage de Rantanplan » (consulté le 11 août 2008)